# Basud
Basud est une municipalité de la province de Camarines Norte, aux Philippines.

## Population
D’après le recensement de 2015, la population de Basud compte 41,017 personnes.